# ملكة جمال الدولية 2015
ملكة جمال الدولية 2015، هي نسخة مسابقة ملكة جمال الدولية الخامسة والخمسين في تاريخ مسابقة ملكة جمال الدولية منذ انطلاقتها عام 1960، عقدت في 5 نوفمبر 2015 في فندق غراند برينس تاكاناوا في طوكيو، اليابان.
استضاف المسابقة تيتسويا بيسو في عامه الثاني على التوالي من مسابقة ملكة جمال الدولية. بمشاركة 70 متسابقة من بلدن وأقاليم العالم، في نهاية الحدث توجت إديمار مارتينيز من فنزويلا من قبل ملكة جمال الدولية فاليري هيرنانديز من بورتوريكو بتاج جديد صممه ميكيموتو.

## النتائج

### المراكز النهائية
| النتائج النهائية       | المتنافسة |
| ---------------------- | --- |
| ملكة جمال الدولية 2015 | - فنزويلا - إديمار مارتينيز |
| الوصيفة الأولى         | - هندوراس - جنيفر فالي |
| الوصيفة الثانية        | - كينيا - يونيس أونيانغو |
| الوصيفة الثالثة        | - فيتنام - فام هونغ ثوي فان |
| الوصيفة الرابعة        | - الولايات المتحدة - ليندساي بيكر |
| أفضل 10                | - البرازيل - إيزيس ستوكو - المكسيك - لورينا سيفيليه - الفلبين - جانيسيل لوبينا - تايلاند - ساسي سينتاوي - المملكة المتحدة - صوفي لودون |

## الروابط الخارجية
- موقع ملكة جمال الدولية الرسمي